# Chiquito Saravia
Antonio Floricio Saravia da Rosa (13 de septiembre de 1854-19 de marzo de 1897), más conocido como Chiquito Saravia, fue un caudillo militar uruguayo perteneciente a las divisas blancas del Partido Nacional. Fue hermano de los también caudillos Gumercindo, Basilicio y Aparicio Saravia.
Chiquito murió a la edad de 43 años el 19 de marzo de 1897 en la Batalla de Arbolito, un enfrentamiento armado librado al sur del departamento de Cerro Largo entre tropas blancas y coloradas, estas últimas lideradas por el militar Justino Muniz.

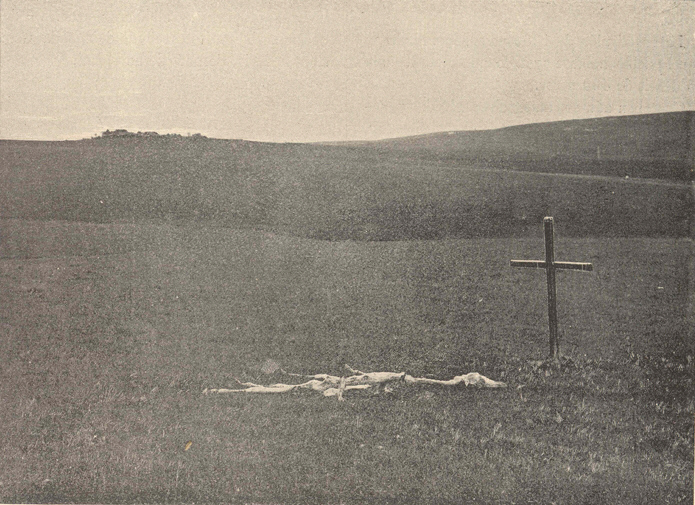
Lugar de muerte de Chiquito Saravia, junto a restos de su caballo. Foto John Fitz-Patrick, 1897.